# Retrofit

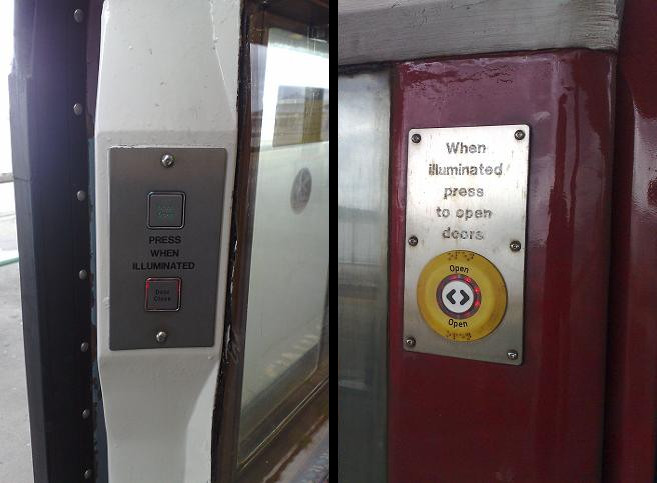
Neste exemplo de retrofit, um conjunto de botões modernos de abertura de porta de um elevador foi adaptado a esta UEM British Rail Class 483, que foi derivada do estoque de tubos de 1938.

Retrofit é um termo utilizado principalmente em engenharia para designar o processo de modernização de algum equipamento já considerado ultrapassado ou fora de norma.

## Exemplos de retrofit
Um exemplo de retrofit é a modificação dos sistemas de refrigeração que ainda se utilizam de gás Freon 12, que teve sua fabricação proibida visto que agride a camada de ozônio. Com isso, o retrofit desses equipamentos sugere a modificação de peças na adaptação para receber um novo tipo de gás, nesse caso o R134A, menos agressivo ao meio ambiente.
A personalização de automóveis é uma forma de retrofit, onde veículos mais antigos são equipados com novas tecnologias.
O termo também é usado no campo da engenharia ambiental, particularmente para descrever projetos de construção ou renovação em locais previamente construídos.

## Retrofit em edifícios
Outro exemplo de Retrofit consiste na adaptação tecnológica das instalações elétricas, hidráulicas e dos principais equipamentos instalados nas áreas comuns dos edifícios, como elevadores, sistemas de iluminação e mobiliários, dentre outros. Revitalizar e atualizar as construções para aumentar a vida útil do imóvel, através da incorporação de modernas tecnologias e materiais de qualidade avançada, é fundamental para reconquistar a valorização da unidade.
Na cidade de São Paulo, o Programa Requalifica Centro (Lei nº 17.577/2021) estabeleceu uma série de incentivos fiscais e edilícios para estimular a requalificação (retrofit) de prédios antigos subutilizados ou abandonados no seu perímetro de atuação.

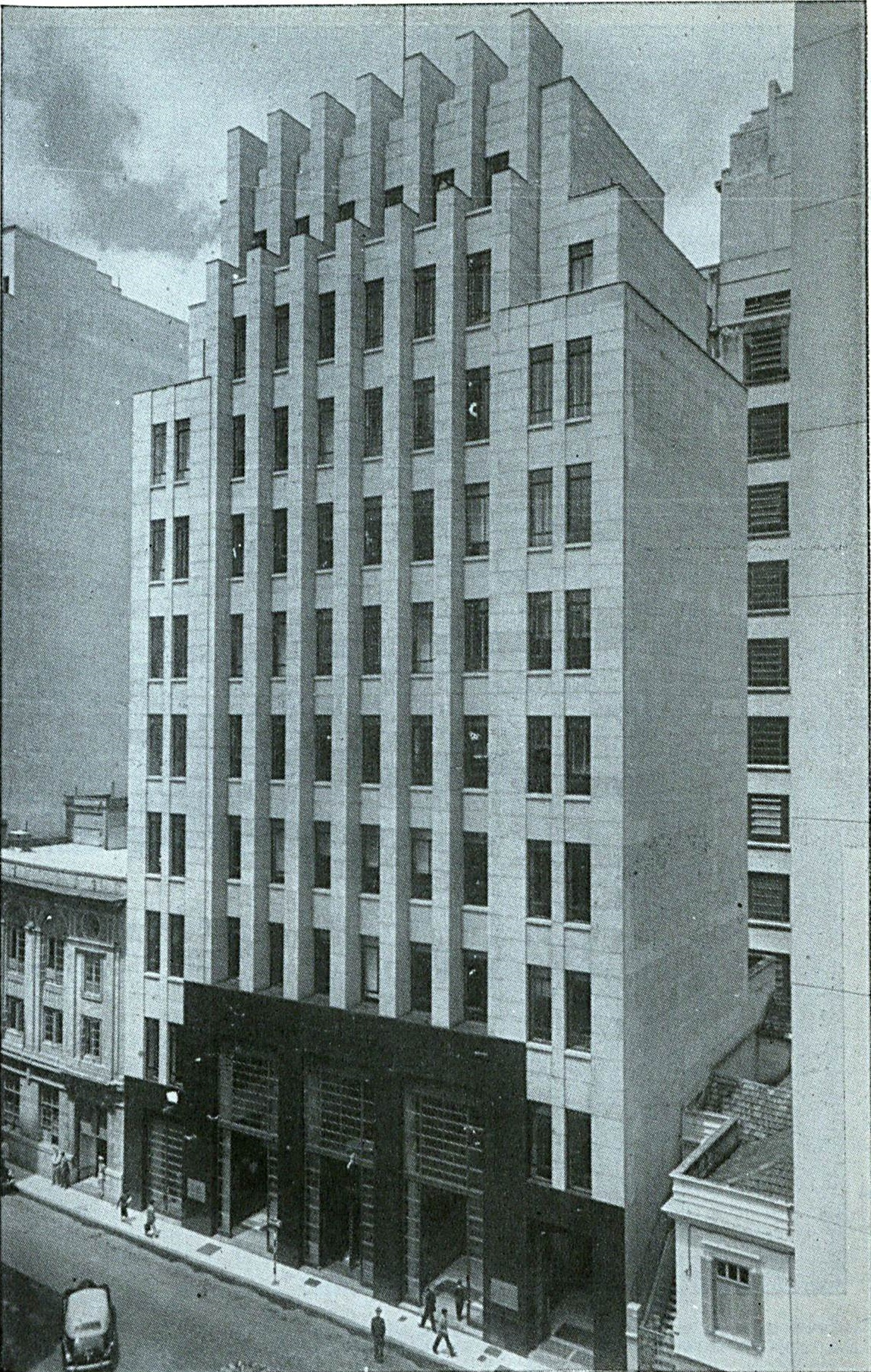
Edifício Sete de Abril, 1939. Imóvel de estilo art déco, foi projetado por Ramos de Azevedo em parceria com Severo & Villares, no maior e mais longevo escritório de arquitetura do Brasil, o consagrado Escritório Técnico Ramos de Azevedo.

O Requalifica Centro tem como alvo as edificações que foram construídas até 23 de setembro de 1992 ou licenciadas com base na legislação edilícia vigente até esta data. Com enfoque na questão habitacional, o programa busca ampliar o uso misto desses imóveis, ou seja, comércio no térreo e habitação nos demais pavimentos, combatendo a ociosidade na região.
O primeiro projeto de retrofit do programa foi um prédio de escritórios na Rua Aurora em Santa Ifigênia, construído em 1954, que será transformado em edifícios com duas torres residenciais e comércio no térreo.
Entre tantos edifícios localizados na emblemática Rua Sete de Abril, na região da República, um que chama bastante atenção pela sua história e imponência recebeu o segundo alvará para retrofit. É o Edifício Sete de Abril, que durante muitos anos foi sede administrativa das antigas Companhia Telefônica Brasileira (CTB) e Telecomunicações de São Paulo (TELESP). O antigo prédio comercial, considerado um símbolo de desenvolvimento e tecnologia, estava subutilizado há anos e terá após a reforma apartamentos residenciais e galeria de lojas.
Entre os incentivos fiscais estão a isenção de IPTU a partir da conclusão de obra, aplicação de alíquotas progressivas para o IPTU pelo prazo de cinco anos, redução para 2% da alíquota de ISS para os serviços relativos à obra de requalificação (engenharia, arquitetura, construção civil, limpeza, manutenção, meio ambiente), isenção de ITBI aos imóveis objetos de requalificação e isenção de taxas municipais para instalação e funcionamento por cinco anos.
Com relação aos benefícios edilícios, pode-se destacar o fato de não considerar como computáveis as áreas destinadas à instalação de usos não-residenciais (pavimentos térreo e cobertura do edifício) e dispensar do pagamento de contrapartida financeira (outorga onerosa) em caso de mudança de uso da edificação.

No início de 2023 uma instrução normativa especificou os procedimentos para que interessados solicitem isenções e remissões de impostos previstas no regulamento do Programa Requalifica Centro.